# How Beautiful You Are (Ayumi Hamasaki)
How Beautiful You Are è un brano musicale della cantante giapponese Ayumi Hamasaki, pubblicato come singolo l'8 febbraio 2012. È il primo singolo pubblicato per promuovere il tredicesimo album della cantante, intitolato Party Queen. È usato come colonna sonora per il popolare dorama giapponese "Saigo Kara Nibanme no Koi".

## Tracce
Download digitale
Testi e musiche di Ayumi Hamasaki e Timothy Wellard
1. How Beautiful You Are
2. How Beautiful You Are (Instrumental) - 4:59

Durata totale: 10:00

## Classifiche
| Classifica                           | Posizione raggiunta |
| ------------------------------------ | ------------------- |
| Giappone (Billboard Hot 100)         | 63                  |
| Giappone (Billboard Hot 100 Airplay) | 86                  |
| Giappone (Recochoku Ringtones)       | 9                   |
| Giappone (Recochoku Digital)         | 3                   |

## Date di Pubblicazione
| Nazione  | Data            | Formato          | Etichetta |
| -------- | --------------- | ---------------- | --------- |
| Giappone | 8 febbraio 2012 | Digital Download | Avex Trax |